# Javier Ares
Javier Ares Rodríguez (Quintanilla del Monte, 27 de abril de 1954) es un periodista deportivo español. Muy popular por sus retransmisiones radiofónicas de las grandes carreras ciclistas, dirigió y copresentó el programa deportivo Radioestadio junto a Javier Ruiz Taboada hasta agosto de 2017, cuando anunció su retirada parcial del medio.
Desde entonces, de manera esporádica y siempre centrado en las tres grandes carreras ciclistas (Tour de Francia, Giro de Italia y Vuelta a España), ha hecho para Onda Cero pequeñas retransmisiones con su particular y marcado estilo personal, que las dotaba de emoción e interés. Desde el año 2018, se incorporó al equipo de comentaristas de ciclismo de Eurosport, compartiendo micrófono con Alberto Contador.
Nació en Quintanilla del Monte (Zamora) si bien se crio en Villamayor de Campos (Zamora ).

## Trayectoria profesional
Estudiaba la carrera de Derecho en la Universidad de Valladolid, aunque terminó por decantarse por el periodismo deportivo. Comenzó su trayectoria profesional en 1972, en los micrófonos de Radio Valladolid de la Cadena SER, donde en principio se encargó de las retransmisiones del equipo vallisoletano de rugby de El Salvador en Carrusel deportivo y, posteriormente, de la redacción deportiva. En 1982 se incorporó a Antena 3 de Radio en Valladolid, donde se hizo cargo de la información deportiva, hasta que en 1992, tras la marcha de José María García y el equipo de Supergarcía, se trasladó a Madrid para encargarse de la dirección de deportes de la emisora y la presentación del espacio deportivo de la noche.
En 1998 asumió la dirección general de Real Madrid TV, siendo el encargado de ponerlo en marcha, cuando el canal pertenecía al Grupo Prisa. En septiembre de 1999 se hizo cargo de la dirección de deportes de Antena 3 Televisión.
Unos años más tarde, en 2002, fichó por Onda Cero, donde se hizo cargo del programa deportivo Radioestadio, que abandonó en 2017. Le sustituyó su compañero Héctor Fernández, con quien el propio Ares había trabajado en el programa Al primer toque de la misma cadena.
En marzo de 2018 fichó por Eurosport para comentar algunas carreras ciclistas como el Tour o el Giro de Italia, que también continúa retransmitiendo para Onda Cero.

## Palmarés y hechos destacados
Especialista en ciclismo, fue el encargado de poner la voz en las transmisiones de más de treinta Tours de Francia, una docena de Giros de Italia y otras tantas ediciones de la Vuelta a España. Asimismo ha transmitido también varios Juegos Olímpicos y cubierto varios Mundiales de fútbol. A lo largo de sus más de cincuenta años de trayectoria profesional, Ares ha recibido diversos premios, entre ellos dos Antenas de Oro. Conocedor de varios idiomas, como el francés y el italiano.
En 2004 fue pregonero de la Semana Santa de Valladolid. En 2015 lo fue de la Hermandad Universitaria del Santísimo Cristo de la Luz de la misma ciudad. Igualmente, en 2014 recibió el Premio Francisco de Cossío de Periodismo a la trayectoria profesional otorgado por la Junta de Castilla y León.

## Polémicas
En abril de 2023, durante una retransmisión de la Vuelta al País Vasco, Ares conectó con las radios de los equipos y escuchó que el director del equipo Euskaltel-Euskadi, el navarro Jorge Azanza, empleaba el euskera para dar instrucciones a los ciclistas del mismo, ante lo cual afirmó: "está muy bien el experimento pero hay que mejorarlo. Hay que hablar en castellano también o ir traduciendo simultáneamente, aunque puede ser un buen ejercicio de aprendizaje de euskera si alguien tiene algún interés en ello". Dichas declaraciones le valieron las críticas del diputado de Bildu Oskar Matute, quien preguntó irónicamente si el periodista habría dicho lo mismo por haber escuchado francés en el Tour de Francia o flamenco en la Flecha Valona. Desde algunos medios se le acusó de antivasquismo ("euskarafobia").
El locutor colgó un vídeo donde explicaba la polémica. Afirmó que las declaraciones iban dirigidas al equipo de realización para que realizara traducción simultánea de cara a la retransmisión estatal y que en ningún momento exigió a nadie cambiar de lengua, puesto que es lo más normal del mundo que los miembros de un equipo vasco se comuniquen en su propio idioma.